# Charlie Watts
Charlie Watts, właśc. Charles Robert Watts (ur. 2 czerwca 1941 w Londynie, zm. 24 sierpnia 2021 tamże) – brytyjski muzyk rockowy, perkusista zespołu The Rolling Stones w latach 1963–2021.

## Życiorys
Zanim został członkiem The Rolling Stones, był grafikiem w firmie wydawniczej i grał w zespole Alexisa Kornera. Współpracował ponadto z muzykami, takimi jak: Jim Keltner, Dave Green, Anthony Kerr, Brian Lemon, Luis Jardim, Peter King, Julian Arguelles, Henry Lowther, Gerard Presencer czy Mark Nightingale.
W 1963 dołączył do składu The Rolling Stones. Był uważany za najspokojniejszego członka zespołu, m.in. nie podzielał z Mickiem Jaggerem i Keithem Richardsem zamiłowania do używek. Poza działalnością w The Rolling Stones koncertował z własnym zespołem jazzowym The Charlie Watts Quintet.
W 2007 został sklasyfikowany na czwartym miejscu listy 50 najlepszych perkusistów rockowych według „Stylus Magazine”.

### Życie prywatne
Był wegetarianinem i pasjonatem koni, kilka razy uczestniczył w aukcjach w Janowie Podlaskim.
14 października 1964 wziął ślub z Shirley Ann Shepherd (1938-2022), z którą miał córkę Seraphinę Watts (ur. 18 marca 1968).
Pomimo rzucenia palenia pod koniec lat 80., u Wattsa w czerwcu 2004 wykryto u raka krtani. Przeszedł radioterapię i nowotwór osiągnął remisję.

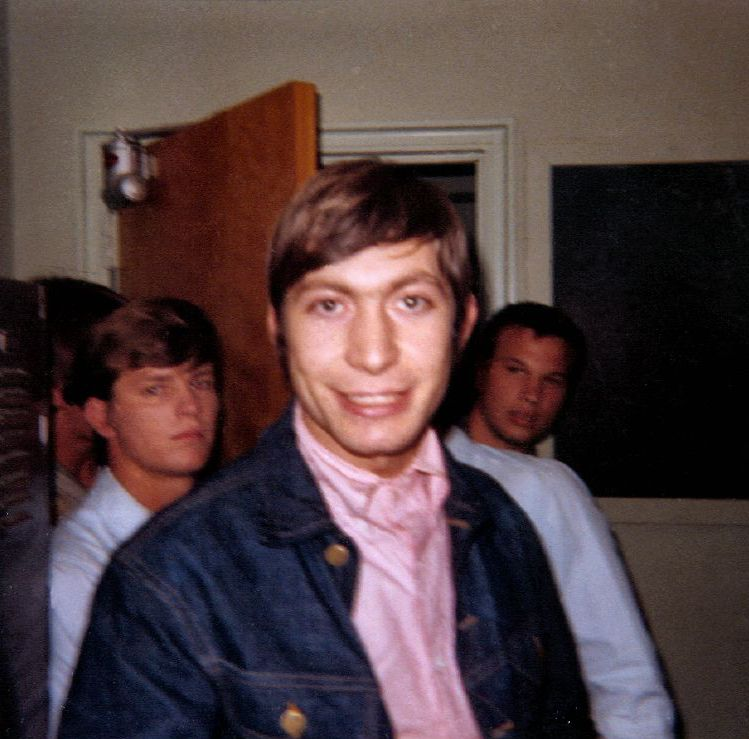
Charlie Watts za kulisami (1965)

## Dyskografia
- Charlie Watts Orchestra – Live at Fulham Town Hall (1987)
- Charlie Watts Quintet – From One Charlie (1991)
- Charlie Watts Quintet – Tribute to Charlie Parker with Strings (1992)
- Charlie Watts – Warm & Tender (1993)
- Charlie Watts – Long Ago & Far Away (1996)
- Charlie Watts and Jim Keltner – Charlie Watts/Jim Keltner Project (2000)

## Filmografia
| Rok  | Tytuł                                                | Rola                 | Reżyser                        |
| ---- | ---------------------------------------------------- | -------------------- | ------------------------------ |
| 2008 | Obywatel Havel (Obcan Havel, dokumentalny)           | w roli samego siebie | Miroslav Janek, Pavel Koutecký |
| 2010 | Stones in Exile (film dokumentalny)                  | w roli samego siebie | Stephen Kijak                  |
| 2012 | Uwaga! Mr. Baker (Beware of Mr. Baker, dokumentalny) | w roli samego siebie | Jay Bulger                     |
| 2012 | Crossfire Hurricane (film dokumentalny)              | w roli samego siebie | Brett Morgen                   |

## Instrumentarium
| 1956-1957 Gretsch Round Badge - 22"x14" bass drum - 16"x16" floor tom - 8"x12" tom - 5"x14" snare | Talerze perkusyjne - 18" UFIP Natural Series Fast China - UFIP Rough Series China (rozmiar nieznany) - UFIP Flat Ride (rozmiar nieznany) - Avedis Zildjian Swish (rozmiar nieznany) - Hi-Hats (marka i rozmiar nieznane) |